# Lomas Athletic Club (calcio)
Il Lomas Athletic Club è stata una società calcistica argentina di Lomas de Zamora, sezione dell'omonima polisportiva, fondata il 15 marzo 1891.

## Storia

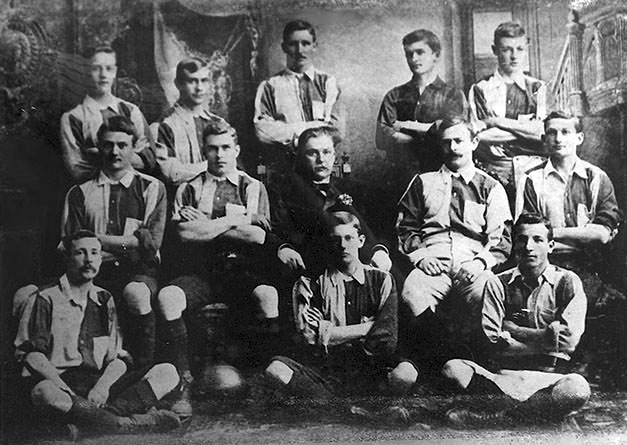
Squadra di calcio del campionato nel 1893.

Il Lomas venne fondato con il nome Lomas Academy Athletic Club nel marzo 1891 a Lomas de Zamora, frutto di una riunione che vide la partecipazione di allievi ed ex allievi della Lomas Academy. Il 2 novembre 1892 cambiò nome in Lomas Athletic Club. Con tale denominazione prese parte al campionato argentino di calcio 1893, la seconda edizione in assoluto del torneo dopo quella del 1891. Delle 8 gare il Lomas ne vinse 7 e ne pareggiò 1, concludendo imbattuto e vincendo il titolo nazionale con 15 punti, 5 in più del secondo classificato Flores Athletic. La rosa era formata in maggioranza da giocatori d'origini britanniche, segnatamente Scozia e Inghilterra; William Leslie, centravanti scozzese, fu anche il miglior marcatore della competizione con 7 gol. L'anno successivo partecipò alla prima edizione della Copa Campeonato, vincendo un ulteriore titolo al termine della stagione. Il Lomas superò il Rosario Athletic, prima formazione di tale città a partecipare a un campionato nazionale, 18 punti contro 14. Nel 1895 la società di Lomas de Zamora vinse il terzo trofeo consecutivo, stavolta contendendolo al Lomas Academy, squadra riserve dello stesso Lomas Athletic in cui militavano gli allievi dell'omonima accademia. Nel 1896 fu proprio il Lomas Academy a vincere la competizione, interrompendo la serie di titoli dell'Athletic; della squadra principale si mise in mostra Juan Anderson, che fu capocannoniere del torneo con 7 reti a pari merito con Thomas Fearnley Allen. Nella Copa Campeonato 1897 il Lomas Athletic si trovò a dover disputare, alla fine delle regolamentari 12 giornate, lo spareggio per l'assegnazione del titolo contro il Lanús Athletic. Le due formazioni giunsero difatti a pari punti (20), e furono necessari 3 incontri per determinare il vincitore, che fu il Lomas Athletic. William Stirling, interno sinistro scozzese del club, vinse la classifica marcatori con 20 gol. Nel 1898 il Lomas Athletic Club vinse l'ultimo titolo della sua storia: ancora una volta lo ottenne dopo uno spareggio. La società aveva edificato un nuovo campo da gioco, in cui esordì in quella stagione; al termine del campionato regolare si ritrovò con lo stesso numero di punti del Lobos Athletic, e si tennero due spareggi per definire il vincitore del titolo: il primo fu annullato per irregolarità dopo le rimostranze del Lobos; la seconda gara, tenutasi l'11 settembre, vide il successo del Lomas Athletic per 2-1. Con l'arrivo dell'Alumni (inizialmente chiamato English High School) il Lomas non riuscì più a vincere alcun trofeo, arrivando secondo in più occasioni ma non replicando più le vittorie degli anni 1890. Al termine della Copa Campeonato 1909 il Lomas venne retrocesso in seconda serie, e non tornò più in prima divisione. La società concentrò dunque i suoi sforzi sul rugby a 15.

## Uniformi
| Manica sinistra · Manica sinistra · Maglietta · Maglietta · Manica destra · Manica destra · Pantaloncini · Calzettoni |
| Football 1891-1897 |

| Manica sinistra · Manica sinistra · Maglietta · Maglietta · Manica destra · Manica destra · Pantaloncini · Calzettoni |
| Football 1893 |

| Manica sinistra · Manica sinistra · Maglietta · Maglietta · Manica destra · Manica destra · Pantaloncini · Calzettoni |
| Football 1897-1909 |

## Palmarès

### Competizioni nazionali
- Campionato argentino: 5 :

1893, 1894, 1895, 1897, 1898

### Altri piazzamenti
- Campionato argentino:

Secondo posto: 1900
Terzo posto: 1896, 1899, 1904